# American Game Cartridges
American Game Cartridges — американская компания-разработчик и издатель видеоигр, основанная в 1990-м году как дочерняя компания ShareData. Штаб-квартира находилась в Чандлере, штат Аризона. В 1990-м году компания выпустила три видеоигры для NES.

## История
До основания American Game Cartridges компания ShareData пригласила Ричарда К. Фрика на должность вице-президента по разработке продуктов. Фрик ранее работал в Atari Games и сотрудничал с дочерней компанией Tengen, которая занималась выпуском игр для домашних консолей. Tengen, как и некоторые другие разработчики, отказалась от условий лицензионного договора, навязанных Nintendo, и начала выпускать нелицензионные игры, обходя чип блокировки NES. Опираясь на этот опыт, Фрик применил аналогичную стратегию в American Game Cartridges. Для обхода чипа 10NES компания использовала технологию, лицензированную у Color Dreams.  

## Игры
American Game Cartridges лицензировала два названия у разработчика аркадных игр Exidy: Chiller (1986) и Death Race (1976). Эти игры были адаптированы для NES и выпущены в 1990-м году. Первым релизом стала Chiller, за которой последовала Death Race. Также в 1990-м году была выпущена оригинальная игра Shockwave.  
Компания планировала адаптацию аркадной игры Exidy Crossbow (1983), однако проект не был завершён.  

## Финансовые трудности
Компания следовала бизнес-модели ShareData, предлагая игры по ценам на 30% ниже конкурентов. Однако в 1991 году у American Game Cartridges начали накапливаться долги. Кредиторы, включая саму ShareData, инициировали процесс реорганизации компании в соответствии с главой 11 Кодекса США о банкротстве. Компания оставалась под защитой главы 11 до января 1994 года, когда представила план реорганизации.  

## Закрытие и наследие
Во время финансовых трудностей Ричард К. Фрик покинул ShareData и основал новую компанию — American Video Entertainment, которая также занималась выпуском нелицензионных игр для NES. Разработчик AGC Кит Рапп завершил работу над четвёртой игрой компании — Wally Bear and the NO! Gang, но её выпуск был отложен из-за финансовых проблем. Позднее права на игру приобрела компания Фрика, которая выпустила её в 1992 году.  
American Game Cartridges прекратила свою деятельность, оставив незавершёнными несколько проектов.